# نظام تحذير الاقتراب الأرضي

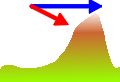
بالأزرق اتجاه الطائرة, وبالأحمر اتجاه موجات مقياس الارتفاع التي تشغل نظام تحذير الاقتراب الأرضي

نظام تحذير الاقتراب الأرضي (بالإنجليزية: Ground Proximity Warning System)‏. نظام صَمم لتنجنب اصطدام الطائرات بالأرض، يعتمد على موجات راديو متصلة بمقياس الارتفاع لتحديد ما إذا كانت الطائرة قريبة من الأرض وبالتالي سينجر عنه تنبيه للطيار، وهذا التنبيه في شكل مرئي وصوتي باللغة الإنجليزية 'TERRRAIN' 'TERRRAIN' وتعني أرضية، ' PULL UP' 'PULL UP' وتعني اجذب إلى أعلى. وتعرف وكالة الطيران الفدرالية هذا الجهاز أنه صنف من أصناف نظام الإنذار والانتباه الأرضي 'TAWS' . يقوم نظام التحذير هذا بتحديد القرب إلى التضاريس عموديا فقط. تم إطلاق جهاز أكثر تطورا عام 1996، ويسمى 'Enhanced Ground Proximity Warning System' أي نظام تحذير الاقتراب الأرضي المدعوم (أو المدعم)، ويتضمن قاعدة بيانات جغرافية التي تمكن من تحديد حالة الأرضية. موقع الطائرة يتحول إلى هذا النظام بواسطة نظام الملاحة على متن الطائرة سوى كان نظام التموضع العالمي 'GPS' أو نظام إدارة الرحلة 'FMS'.
وبالتالي، فإن من ركائز هاذين الجهازاين وأهدافيهما توفير الحماية اللازمة للطائرات وتجنب قدر المستطاع اصطداميهما بالأرض من خلال معرفة التضاريس المشكلة لها وتحليلها وعرضها للطيار.

## تاريخ
في نهاية الستينيات، تسببت سلسلة تحطم طائرات في وقوع عدة ضحايا، وفي السبعينيات أجريت العديد من الدراسات لاكتشاف أسباب لهذه الحوادث، واَستنتج أن الطائرة إذا كانت مرفقة بجهاز إنذار ينبه الطيار إلى اقتراب طائرته للأرض فإنه سينتج عنه تقلص في وقوع مثل هذه الحوادث. في 1974 أجبر المجلس الوطني لسلامة النقل الأمريكي على إرفاق الطائرات بنظام تحذير الاقتراب الأرضي لتلافي هذه الكوارث لاحقا. ويعتبر الكندي تشارلز دونالد باتمان مخترع ومحسن هذا النظام.

## كيفية العمل
تحسب المسافة بين الطائرة والأرض بوساطة مقياس الارتفاع، وبالاعتماد على الارتفاع وعلى الظبوطات التي يبرمجها الطيار في الكومبيوتر، فإنه يتم إبلاغه بالخطر المترقب عن طريق إشارات صوتية ومرئية.
- معدل الهبوط مرتفع:(«PULL UP» «SINKRATE») («معدل السقوط » «اجذب إلى أعلى»)
- معدل الاقتراب الأرضي مرتفع:(«TERRAIN» «PULL UP»)(«اجذب إلى أعلى » «أرضية 'إشارة الاقتراب من الأرض'»)
- ارتفاع منخفظ بعد الإقلاع:(«DON'T SINK») («لا تنخفض»)
- الهبوط بطريقة غير آمنة:("TOO LOW - TERRAIN" "TOO LOW - GEAR" "TOO LOW - FLAPS") («منخفض للغاية-أرضية » «منخفض للغاية-العجلات» «منخفض للغاية-القلابات»)
- انحناء مفرط تحت نظام مسار الهبوط:(« GLIDESLOPE ») («مسار الهبوط»)
- الإفراط في الدوران بزاوية حادة:(« BANK ANGLE ») («إفراط زاوية الميلان»)
- حماية المقص الهوائي: («WINDSHEAR») («مقص هوائي»)

كما يقوم هذا الجهاز بحساب مسافة الطائرة عن التضاريس وتتمثل كالآتي: 2500-1000-500-400-300-200 (قرار الارتفاع في الأغلب) -100-50-40-30-20-10 وكل الارتفاعات مسحوبة بالقدم.

## وصلات خارجية
- معلومات إضافية عن النظام
- معلومات إضافية عن النظام المدعم